# Otyń (gemeente)
De gemeente Otyń is een landgemeente in het Poolse woiwodschap Lubusz, in powiat Nowosolski.
De zetel van de gemeente is in Otyń.
Op 30 juni 2004 telde de gemeente 6038 inwoners.

## Oppervlakte gegevens
In 2002 bedroeg de totale oppervlakte van gemeente Otyń 91,64 km², waarvan:
- agrarisch gebied: 45%
- bossen: 44%

De gemeente beslaat 11,89% van de totale oppervlakte van de powiat.

## Demografie
Stand op 30 juni 2004:
| Omschrijving                   | Totaal | Totaal | Vrouwen | Vrouwen | Mannen | Mannen |
| ------------------------------ | ------ | ------ | ------- | ------- | ------ | ------ |
| eenheid                        | aantal | %      | aantal  | %       | aantal | %      |
| inwoners                       | 6038   | 100    | 2989    | 49,5    | 3049   | 50,5   |
| bevolkingsdichtheid (inw./km²) | 65,9   | 65,9   | 32,6    | 32,6    | 33,3   | 33,3   |

In 2002 bedroeg het gemiddelde inkomen per inwoner 1323,5 zł.

## Administratieve plaatsen (sołectwo)
Bobrowniki, Konradowo, Ługi-Czasław, Modrzyca, Niedoradz, Otyń, Zakęcie.

## Aangrenzende gemeenten
Bojadła, Kożuchów, Nowa Sól, Nowa Sól, Zabór, Zielona Góra